# Bibliotheca selecta
La Bibliotheca selecta qua agitur de Ratione studiorum in Historia, in Disciplinis, in Salute omnium procuranda è un'opera di Antonio Possevino, pubblicata a Roma nel 1593. La Bibliotheca selecta vuole essere la risposta cattolica alla Bibliotheca universalis dell'umanista riformato Conrad Gessner (Zurich: Christoph Froschauer, 1545).

## Descrizione
L'opera è un immenso catalogo bibliografico ragionato della biblioteca cattolica ideale. Essa offre un quadro della cultura e delle scienze in chiave cristiana per rimuovere il pericolo delle eresie. Ordinati per discipline, sono elencati tutti i testi utili al sapere. L'opera ebbe larga diffusione durante il XVII secolo, diventando il manifesto di una cultura che non vuole solo reprimere, ma promuovere una nuova commistione di conoscenza e fede.
Parte integrante della Bibliotheca selecta è l’Apparatus sacer ad Scriptores veteris et noui Testamenti (Venetiis, Apud Societatem Venetam, 1603-1606, 3 tomi), vastissimo repertorio bibliografico della letteratura religiosa cattolica.

## Giudizio critico
«L'opera posseviniana ... fu ben nota a studiosi ed eruditi del Sei e Settecento che ne diedero valutazioni contrapposte, come sottolineava D. Georg Morhof nel suo Polyhistor literarius, philosophicus et practicus ascrivendo il Possevino alla categoria degli «Scriptores rei literariae Criticos, qualis Photius est».»
Anche Girolamo Tiraboschi inserì Possevino nella sua Storia della letteratura italiana, come «uno scrittore che alla Storia civile, alla Letteraria, alla Sacra, anzi alle Scienze tutte, recò colle sue opere vantaggio e lume non ordinario». Il Tiraboschi, forte della propria esperienza, la valutò sul piano bibliografico come uno degli strumenti di informazione più utili «a chiunque voglia avanzarsi nella cognizione generale di tutte le Scienze» anche se, ovviamente, a tanta distanza di tempo necessitava di aggiornamento.
«Nell'Ottocento la Bibliotheca selecta nel suo insieme ottenne un giudizio positivo, ad esempio, da parte di P. L. Ginguené, che riteneva ancora validi i passi relativi all'esame degli storici antichi e moderni, apprezzando tuttavia ai fini della storia letteraria in particolare «la classification des sciences et des arts, seul moyen de la faire sortir du chaos des catalogues et des dictionnaires, où elle restait ensevelie», migliore della quale risultava soltanto, fra gli antichi, quella di Aristotele.»
Alla fine del secolo Enrico Maffei, da un analogo punto di vista, affermava che al Possevino «debbono non poche agevolezze tutte le forme di storia» e gli affiancava, sullo stesso piano, la Methodus ad facilem historiarum cognitionem di Jean Bodin  (Parigi 1566). Alcuni decenni dopo Giorgio Spini, sarebbe ritornato sul rapporto fra l'opera posseviniana e quella del Bodin fino a vedere in essa una sorta «di Anti-Methodus cattolico e riformistico.»